# Parc en miniatura

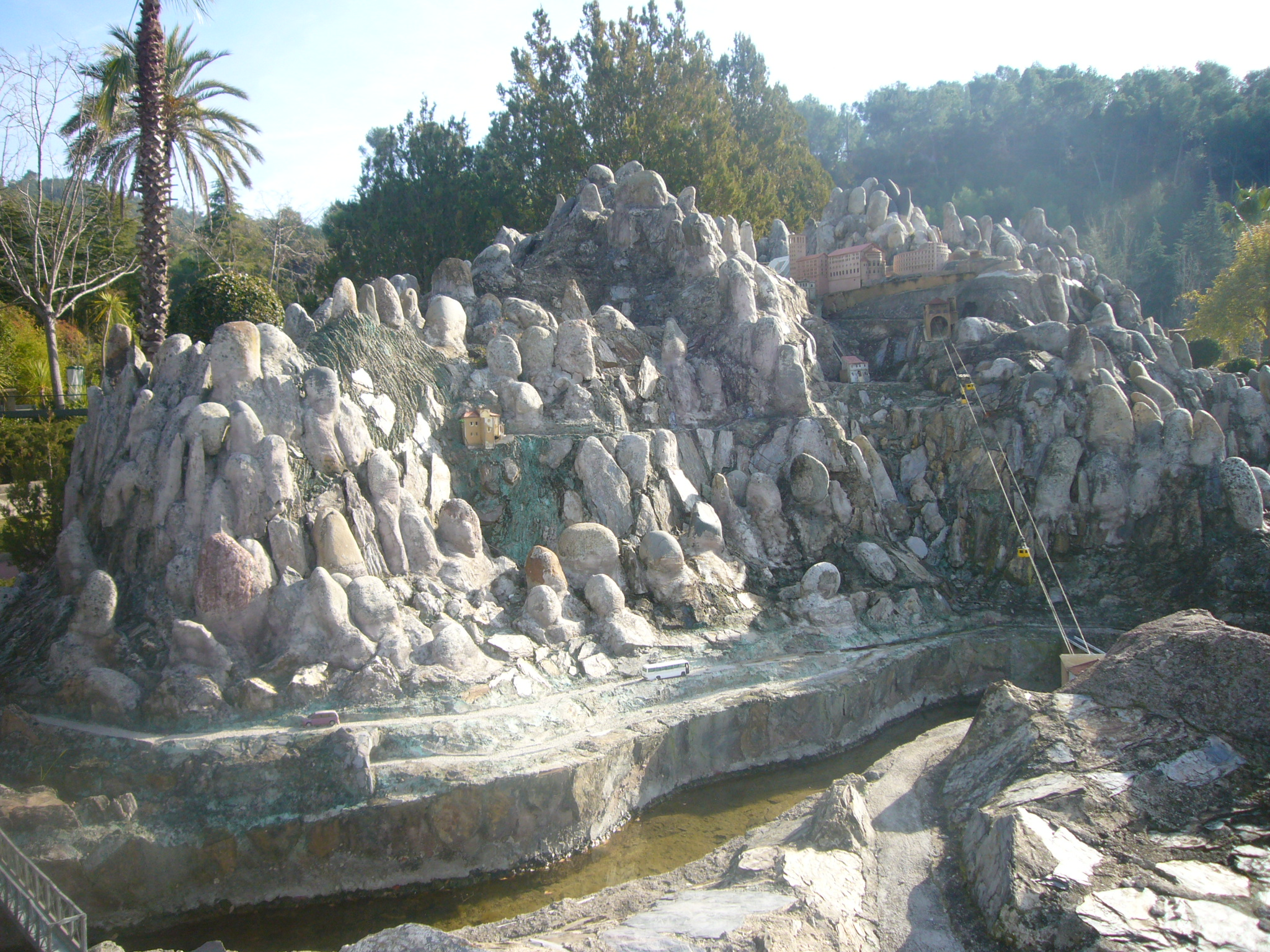
Maqueta de la muntanya de Montserrat a Catalunya en Miniatura

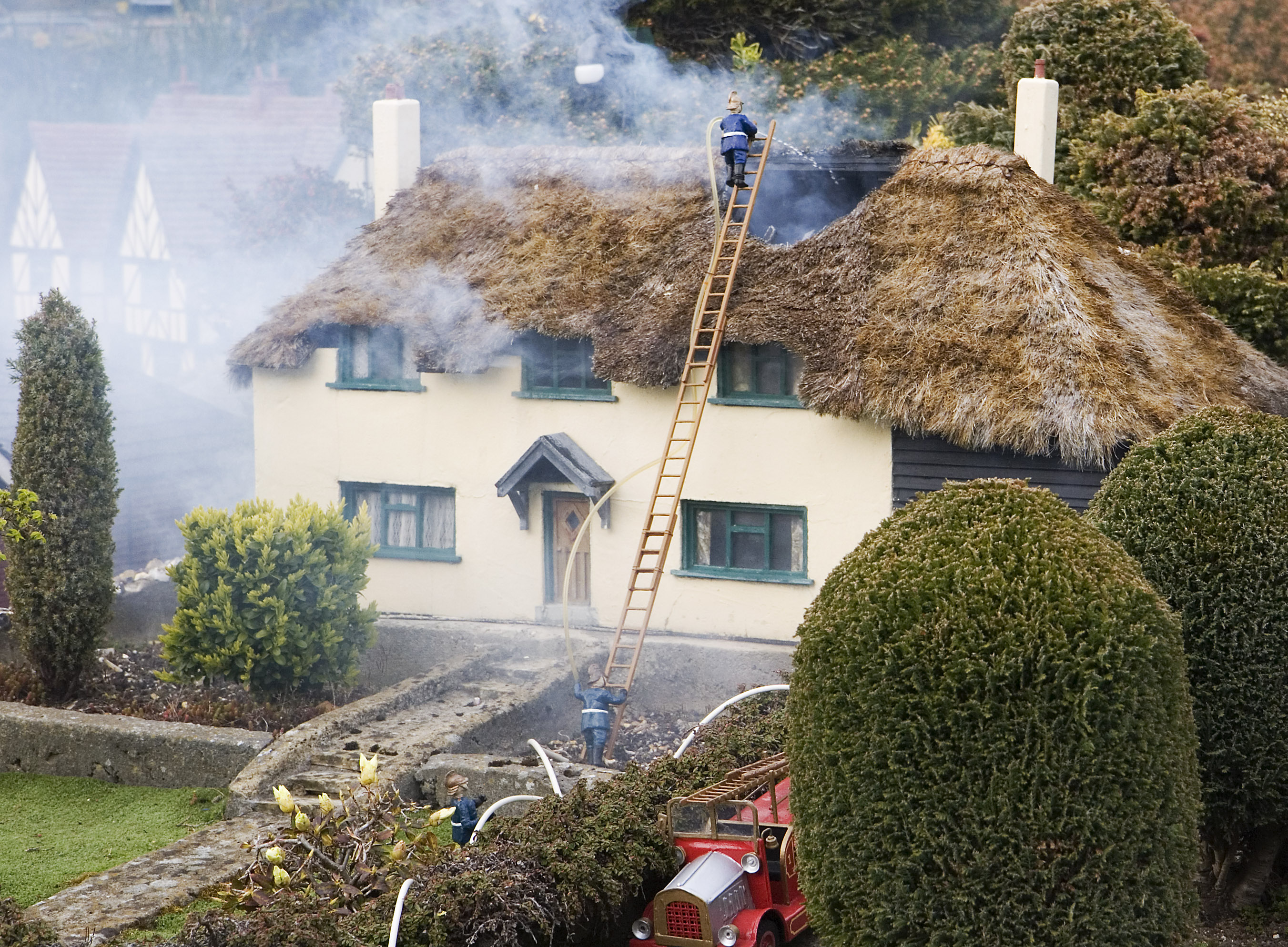
Maqueta en Bekonscot, un parc en miniatura.

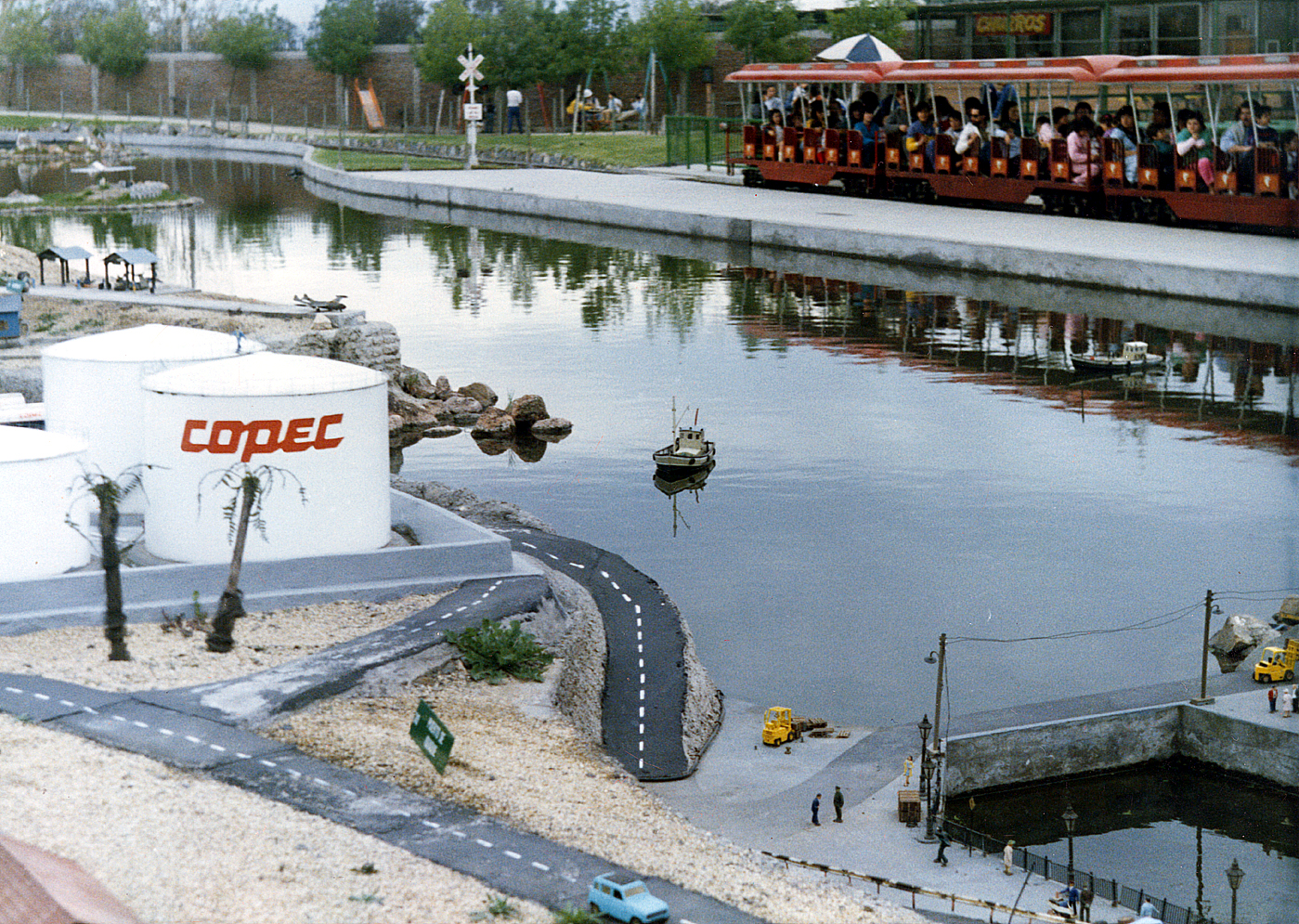
Parc en miniatura Mundomágico, a Santiago de Xile.

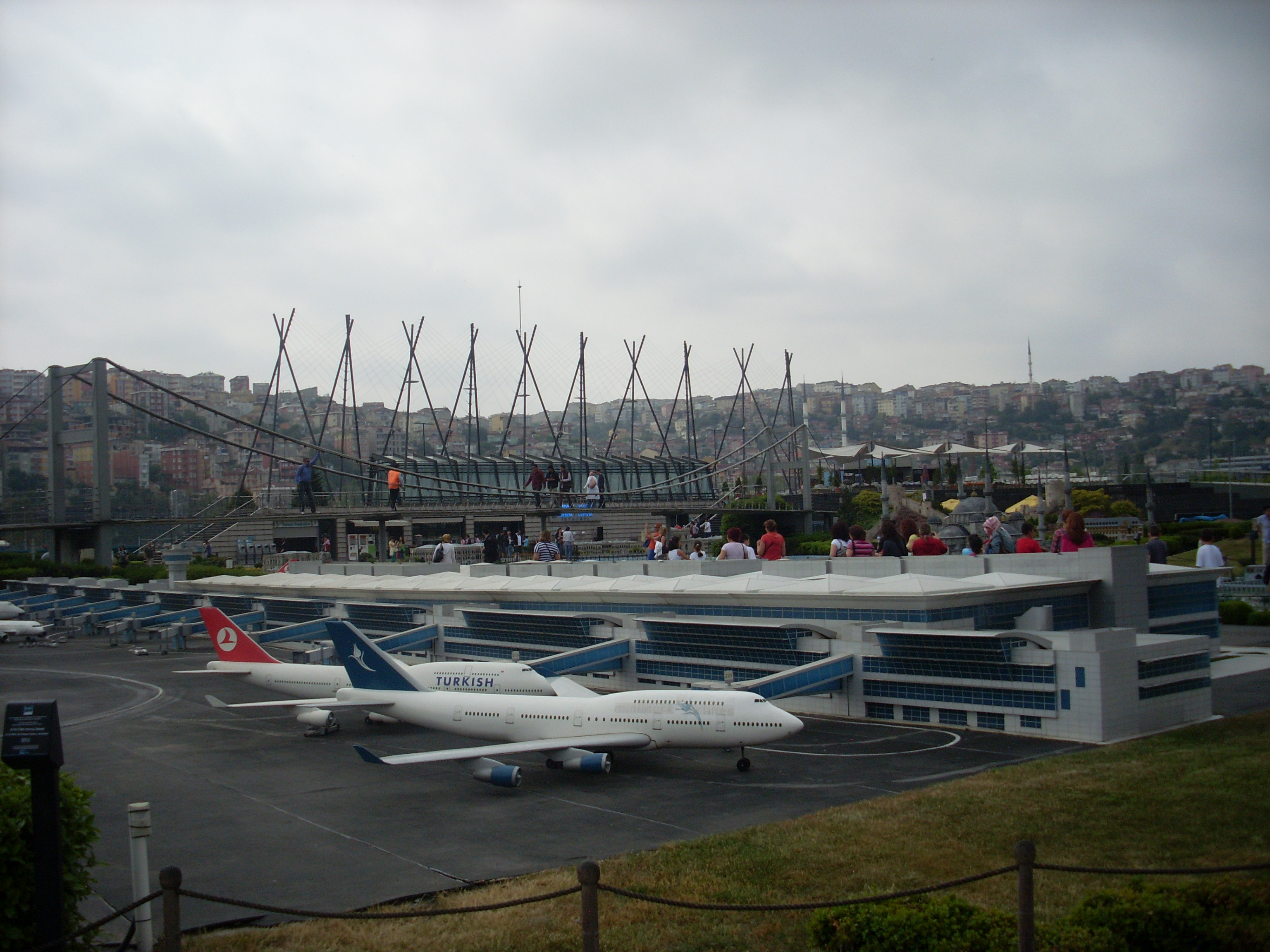
Aeroport Internacional Atatürk a Miniatürk.

Un parc en miniatura és un espai obert que reprodueix espais humans i naturals, urbans i rurals (edificis, fires, camins, cases, monuments, muntanyes, llacs, boscs, automòbils, vaixells i persones, entre d'altres), a una escala menor que 1:1 i que s'obre per al públic.
Des de la seva inauguració, han estat atraccions turístiques i recreatives tradicionals en diferents parts del món. Un parc en miniatura pot contenir el model d'una sola ciutat, una província, o fins i tot d'un país complet.

## Parcs en miniatura
Alguns dels parcs en miniatura que podem trobar són:
- Bekonscot, Buckinghamshire, Anglaterra.
- Catalunya en Miniatura, Torrelles de Llobregat, Catalunya, Espanya.
- France miniature, Élancourt, França.
- Legoland, Califòrnia - Billund - Alemanya - Windsor.
- Madurodam, La Haia, Països Baixos.
- Mini Israel, Israel.
- Parc Mini-Europe, Bèlgica.
- Miniatürk, Istanbul, Turquia.
- Minicity, Antalya, Turquia.
- Minimundus, Klagenfurt, Àustria.
- Model World, Wicklow, Irlanda.
- Mundomágico, Santiago, Xile (tancat).
- Pasión Mudéjar, Olmedo, Espanya.
- Pirenarium, Sabiñánigo, Espanya.
- Portugal dos Pequenitos, Coimbra, Portugal.
- Pueblochico, L'Orotava (Tenerife), Espanya.
- Swissminiatur, Melide, Suïssa.
- República de los Niños, Gonnet, Buenos Aires, Argentina.
- Pirenarium, Samianigo, Espanya.